# Ясавія
Ясаві́я — братство бродячих проповідників-суфіїв, що організаційно сформувалось в Середній Азії на початку 13 століття. Вважається, що засновником братства був Ахмад аль-Ясаві.
Бродячі шейхи-проповідники (баба́) Ясавії активно діяли головним чином в тюркськомовному середовищі кочовиків Східного Туркестану, Казахстану, Малої і Середньої Азії до 17 століття і зіграли значну роль в впровадженні ісламу в цих регіонах. 
Погляди Ясавій являли собою поєднання положень нормативного ісламу з шаманістичними віруваннями і тюркськими народними традиціями. Це знайшло відображення в ритуалі і практиці Ясавій (тип одягу, участь жінок в ритуалах, особливі способи жертвоприношення худоби, використання рідної мови при відправленні зікра).
Ясавії не створювали спеціальних обителей (текке), за винятком тих, що виникали при усипальницях шейхів-святих (найшанованіша — комплекс над могилою Ахмада аль-Ясаві в місті Туркестані). В Ясавій особливе значення надавалось аскетичній самотності для медитацій. Погляди Ясавій не затвердились як самостійне вчення, але внесли сильну народну струю в вчення турецьких братств бекташія і халватія.
Ясавія не дало гілок і з часом було поглинуте іншими братствами.